# Proasellus linearis
Proasellus linearis là một loài chân đều trong họ Asellidae. Loài này được Birstein miêu tả khoa học năm 1967.